# Jimmy Murray
James Murray (Edinburgh, 4 de fevereiro de 1933 - 10 de julho de 2015) foi um futebolista escocês que atuava como meia.

## Carreira
Jimmy Murray fez parte do elenco da Seleção Escocesa de Futebol, na Copa do Mundo de 1958.